# رباط شاه عباسی
رباط شاه عباسی مربوط به دوره صفوی است و در شهرستان کرمانشاه، حوزه جلگه ماهیدشت واقع شده و این اثر در تاریخ ۱۹ تیر ۱۳۴۸ با شمارهٔ ثبت ۸۵۶ به‌عنوان یکی از آثار ملی ایران به ثبت رسیده است.